# 切爾沃內 (比利亞伊夫卡市鎮)
49°24′48″N 36°7′39″E / 49.41333°N 36.12750°E
切爾沃內（烏克蘭語：Червоне）是位於烏克蘭東部的村莊，由哈爾科夫州洛佐瓦區的比利亞伊夫卡市鎮負責管轄。該村始建於1928年，面積1.15平方公里，海拔高度189米，2001年人口668，人口密度每平方公里581.9人。